# Harald Gröhler

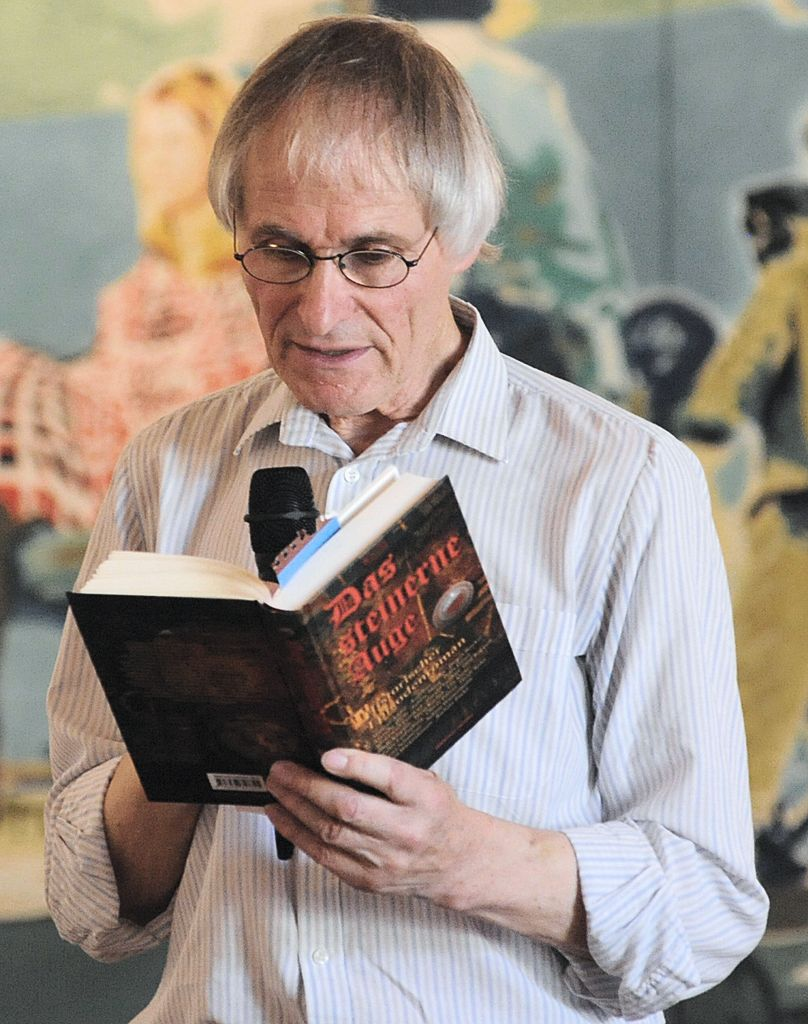
Harald Gröhler (2013)

Harald Gröhler (geb. 1938 in Hirschberg, Schlesien) ist ein deutscher Schriftsteller. Sein Werk umfasst Romane, Erzählungen, Lyrik und Bühnenstücke. Gröhler ist hervorgetreten als Essayist und Herausgeber literarischer Texte.

## Leben und Werk
Harald Gröhler wuchs im Fichtelgebirge auf. Als Schüler unternahm er (teils hochriskante) Trampfahrten durch Südeuropa und Kleinasien. In Hof absolvierte er am Albertinum (dem humanistischen Gymnasium) das Abitur. In Göttingen, Kiel und Köln studierte er Psychologie, Philosophie und Geschichte. Anfangs arbeitete er als freier Literaturkritiker (unter anderem für den WDR und die FAZ) und als Pressefotograf, danach als freier Schriftsteller. 1972 gründete er die „gruppe intermedia“. Zu ihr gehörten zwei Autoren, ein Komponist, zwei interpretierende Musiker, ein Kunstmaler, ein Grafiker, eine Lichtbildnerin; gemeinsame öffentliche Aktionen fanden z. B. in Wuppertal und Köln statt. Die Gruppe bestand bis 1974. 1976 bis 1984 war Gröhler Vorstandsmitglied der „Literarischen Gesellschaft Köln“.
1976 hatte er zwei Gastprofessuren für Literatur/Literatursoziologie an US-Staatsuniversitäten (in Texas und New Mexico) inne. Ab 1976 schmuggelte er zweimal Manuskripte aus der DDR in den Westen. 1981 fuhr er als Delegierter des Verbands deutscher Schriftsteller (Zweierdelegation) nach Moskau.
Bis 1995 realisierte und moderierte er (als literar. Eventservicemanager, leitend) über 950 Schriftstellerveranstaltungen, auch z.  B. eine Antigolfkriegsveranstaltung mit Exilautoren aus dem Irak (u. a. Khalid Al-Maaly) und Iran, eine Podiumsdiskussion (u. a. mit dem Kultusminister von NRW und dem VS-Bundesvorsitzenden), Veranstaltungen für Amnesty International u. a. mit Helmut Frenz, und er leitete eine zweisprachige Autorenveranstaltung des Goethe-Instituts in Ankara.
Er hatte Lesungen (z.  B. am Goethe-Institut in Prag) und nahm an Literaturveranstaltungen wie dem „Darmstädter März“ teil (Finalist beim Leonce-und-Lena-Preis). Er war Juror bei einem literarischen Wettbewerb der Stadt Köln, hielt literaturtheoretische und philosophische Vorträge und Referate, z.  B. auf FÖN-Bundestagungen umweltengagierter Schriftsteller oder dem 3. Weimarer Gespräch Politiker/Schriftsteller und organisierte und führte ein öffentliches Interview mit Stasi-Opfern 1992.
Er ist Mitglied des PEN-Zentrums Deutschland, der Union des poètes & Cie, sowie der Kogge, des Verbandes deutscher Schriftstellerinnen und Schriftsteller in ver.di, des Wangener Kreises (Ges. für Lit. u. Kunst), bis zu dessen Auflösung, des Autorenkreises Rhein-Erft, der Deutschen Gesellschaft für Philosophie. Seit 2017 hat er den Vorsitz im Autorenkreis Plesse. Er war Gründungsmitglied des Literaturhauses Köln und des Autorenkreises historischer Roman Quo vadis bis zu dessen Auflösung. Er ist seit 2022 Juror beim Hanns-Meinke-Preis für junge Lyrik und seit 2024 Vorsitzender der Jury des Hanns-Meinke-Preises.
Für 1994 bis 1996 wurde er zum Delegierten u. Koordinator der Betroffenenvertretung Helmholtzplatz Berlin gewählt und erneut als Delegierter für 2001 bis zur Auflösung 2015.
Harald Gröhler lebte von 1960 bis 1990 in Köln, seitdem lebt er in Berlin und Köln.

## Werke

### Einzeltitel
- Das Land, aus dem ich herausmusste / The Land I Had to Leave. Lyrische Miniaturen. Deutsch / Englisch.  Englische Übersetzung Mitch Cohen. 140 Seiten. PalmArtPress, Berlin 2024, ISBN 978-3-96258-171-8.
- Tagfallen. Gedichte.  Mit Grafiken von Steffen Büchner. Auch als Vorzugsausgabe. Verlag der 9 Reiche, Berlin 2024. ISBN 978-3-948999-21-6.
- Nothammer. Roman  (über Migration). Mit einer Cover-Zeichnung von Prof. Peter Angermann. Pop Verlag, Reihe Epik 143, 299 Seiten. Ludwigsburg 2024, ISBN 978-3-86356-386-8.
- Kleppermühle. Ein Bericht. Verlag Königshausen & Neumann, Würzburg 2021, ISBN 978-3-8260-7532-2.
- Astreines Alibi. Roman. Pop Verlag, Reihe Epik, Ludwigsburg 2020, ISBN 978-3-86356-306-6.
- Frischer Schnee. Gedichte. Lyrik-Edition Rheinland. Gefördert von der Nyland-Stiftung Köln. Edition Virgines, Düsseldorf 2020, ISBN 978-3-948229-09-2.
- Dichter! Dichter! So begegneten sie mir. Mit Fotografien von Brigitte Friedrich. Verlag Königshausen & Neumann, Würzburg 2019, ISBN 978-3-82606884-3.
- In Eile, im Mantel. Neue Stories. Pop Verlag, Ludwigsburg 2018, ISBN 978-3-86356-219-9.
- Niemals sterben. Ewig leben. Memorial zu Kölner Mitgliedern des Verbands deutscher Schriftstellerinnen und Schriftsteller. (Zusammen mit Anne Jüssen). Literatur Atelier, Bonn 2016, ISBN 978-3-940482-98-3.
- Inside Intelligence. Der BND und das Netz der großen westlichen  Geheimdienste. Foto Brigitte Friedrich. Verlag Neuer Weg, Essen 2015, ISBN 978-3-88021-409-5.
- Eine Selbstmörderin. Samobójczyni, Erzählungen deutsch und polnisch, herausgegeben von Kalina Mróz-Jablecka. Neisse Verlag – Oficyna Wydawnicza ATUT, Dresden - Wroclaw 2015, ISBN 978-83-7977-097-7 und ISBN 978-3-86276-155-5.
- Der Sprung durch den Teich. Die Metaphysik der Gedichte. Pop Verlag, Ludwigsburg 2015, ISBN 978-3-86356-105-5.
- Mitlesebuch 122. Gedichte. Mit 5 Grafiken von Peter Angermann. Aphaia Verlag, 2. Aufl. Berlin 2015. Artikel-Nr. 5122-2.
- Schlafgestört. Wytrącony ze Snu. Gedichte. Herausgegeben und ins Polnische übertragen von Małgorzata Płoszewska. Zweisprachig. Poetry Poezja. Verlag Oficyna Wydawnicza Ars pro Memoria, Starachowice 2013, ISBN 978-83-62359-51-6.
- Störtebeker. Volksheld und Pirat. Die Biographie. Mit 6 Zeichnungen von Ekkehard Drefke. Bergstadtverlag W.G. Korn, 2., erweiterte Aufl., Freiburg 2011, ISBN 978-3-87057-277-8.
- Wortheimat. Gedichte. Edition L im Czernik-Verlag. Speyer 2010, ISBN 978-3-934960-88-6.
- Das steinerne Auge. Historischer Episodenroman. Gröhler et al. Hrsg. Dr. Ruben Wickenhäuser, Bookspot Verlag, München 2009, ISBN 978-3-937357-35-5.
- Herr Gehlen ohne Foto. Ein Bericht über den Gründer des Bundesnachrichtendiensts. trafo Verlagsgruppe, Berlin 2006, ISBN 3-89626-583-0.
- Wer war Klaus Störtebeker? Verlag Barbarossa, Zülpich 2001, ISBN 3-935274-01-7.
- Aussetzen der Maschine. drive. Zwei Stücke. Bd. 11 der Reihe Theaterstücke. Teiresias Verlag, Köln 2001, ISBN 3-934305-19-9.
- Ausfahrten mit der Chaise. Eine Novelle auf Goethe. Corvinus Presse, Berlin 1999, ISBN 3-910172-67-9.
- Das Mineral der Romantiker. Gedichte und ihr Ursprungstext. Frontispiz von Yannis Dimitrakis, Corvinus Presse, Berlin 1997, ISBN 3-910172-37-7.
- Die Ville, Ein Gedicht und seine Reise von 1956 bis 1996. mMt 19 farbigen ganzseitigen Aquarell-Illustrationen von Ekkehard Drefke. Landpresse Verlag, Weilerswist 1996, ISBN 3-930137-49-6.
- Tetzner. Novelle. Radius-Verlag, Stuttgart 1992, ISBN 3-87173-857-3.
- Das verdoppelte Diesseits. Gedichte und Erzählgedichte. Mit 8 Illustrationen von Peter Angermann. Radius-Verlag, Stuttgart 1991, ISBN 3-87173-829-8.
- Rot. Roman. Münchner Edition im Schneekluth Verlag, München 1984.
- Geschichten mit Kindern und ohne. Münchener Edition im Schneekluth Verlag, München 1981.

### Anthologie · Zeitschrift · Hörfunk
- Jahrbuch der Lyrik 2024/25, Schöffling & Co Verlag, Frankfurt, Hrsg. Kniep u. a.
- Texte aus 35 Jahren Autorenkreis Rhein - Erft. Hrsg. Evert Everts, Rolf Polander, Gaasterland-Verlag, Jünkerath 2020, ISBN 978-3-935873-68-0.
- Versnetze_15, Hrsg. Axel Kutsch, Verlag Ralf Liebe, Weilerswist 2022. ISBN 978-3-948682-36-1.
- Entführung in die Antike. Neue Geschichten um griechische Mythen. Hrsg. Steffen Marciniak. Erzählung Thanatos und der Husten. PalmArtPress, Berlin 2019, ISBN 978-3-96258-039-1.
- Scheideweg. Jahresschrift für skeptisches Denken. Hrsg. Walter Sauer, Max Himmelheber-Stiftung. Essay Die Zeit dauert. S. Hirzel Verlag, Stuttgart 2019. ISBN 978-3-7776-2811-0.
- Nahe Ferne – Cercana distancia, Eine mexikanisch-deutsche Anthologie, spanisch u. deutsch, Hrsg. Graciela Salazar Reyna und Regine Kress-Fricke, UANL, Leon 2015.
- Literaturuli Gazethi, Nr. 19 (131), georgische lit. Zeitschr., Gedichte, ins Georgische übersetzt von Maya Gogoladze, Publishing House Sitkva, Tiflis 17. Okt. 2014.
- Stadtlandfluss, Lyrik aus NRW, Hrsg. Hajo Steinert, Jürgen Nendza, Lilienfeld Verlag, Düsseldorf 2014.
- Versnetze_neun, Hrsg. Axel Kutsch, Verlag Ralf Liebe, Weilerswist 2016. ISBN 978-3-944566-58-0
- Hab Den Der Die Das. Die Königin der Poesie. Friederike Mayröcker. Hrsg. Erika Kronabitter, Edition Art Science, 2014, ISBN 978-3-902864-41-3.
- Der deutsche Lyrikkalender. Hrsg. Shafik Naz, alhambra publishing, Bertem (Belgien) 2008 und 2010.
- An Deutschland gedacht, Lyrik zur Lage des Landes. Hrsg. Axel Kutsch, Verlag Ralf Liebe, Weilerswist 2009.
- Zeitbanditen. Hrsg. Joachim Christian Huth, Verlag Ralf Liebe, Weilerswist 2008 und mehrfach
- Die Aussenseite des Elementes, Literaturschachtel, Hrsg. Jan Wagner und Thomas Girst, Nr. 10, Güldene Jubiläumsausgabe, engl. u. deutsch, New York u. Berlin 2001.
- D'un pays et de l'autre. Ed. Jacques Darras, Verlag hui Le Cri, Brüssel 1998.
- Deutsche Landschaftsgedichte, Hrsg. Manfred Kluge, Heyne Verlag, München 1986.
- Deutsche Gedichte seit 1960, Hrsg. Heinz Piontek, Reclam, Stuttgart 1972 und 1984.
- Hans Bender (Hrsg.): Jahresring. Deutsche Verlags-Anstalt, Stuttgart 1973.
- Wir Kinder von Marx und Coca Cola. Hrsg. Armin Juhre, Peter-Hammer-Verlag, Wuppertal 1971.

Ferner veröffentlichte Gröhler Texte in zahlreichen Periodika, unter anderem in der Zeit, in den Horen, den Akzenten, im Merkur, in der FAZ und in der Süddeutschen Zeitung, in Rhein!, Gedichte in recours au poème (issue 41/2012, übersetzt von Brigitte Gyr). Gröhlers Texte wurden im Hörfunk gesendet, unter anderem im WDR, Deutschlandfunk, SFB, RIAS, Bayerischen Rundfunk. Texte Gröhlers wurden übersetzt in 10 Sprachen. Gröhlers Gedicht Vorstadtgelände wurde videoverfilmt von Phil Wohlleben/Pudel Crew (Video-DVD, 2010).

### Herausgabe
- Schräge Typen. Anthologie und Dokumentation zu den Plesse-Lesungen 2024. Verlag der 9 Reiche. ISBN  978-3-948999-91-9.
- Überflüssiges. Anthologie und Dokumentation zu den Plesse-Lesungen 2023. Verlag der 9 Reiche. ISBN  978-3-948999-92-6.
- Zu Hause. Oder nicht? Anthologie und Dokumentation zu den Plesse-Lesungen 2022. Verlag der 9 Reiche. ISBN  978-3-948999-98-8.
- Wie viel Tier braucht der Mensch. Anthologie und Dokumentation zu den Plesse-Lesungen September 2021. Titelfoto Patrick Hattenberg. Verlag der 9 Reiche, Berlin, 2021, ISBN 978-3-948999-99-5.
- Die zwölf Monate des Jahres. Anthologie und Dokumentation zu den Plesse-Lesungen September 2020. Titelfoto Patrick Hattenberg. Verlag der 9 Reiche, Berlin, 2020, ISBN 978-3-948999-00-1.
- Flügel. Anthologie und Dokumentation zu den Plesse-Lesungen September 2019. Titelfoto Patrick Hattenberg. Anthea Verlag, Berlin 2019, ISBN 978-3-89998-325-8.
- Das Glück. Anthologie und Dokumentation zu den Plesse-Lesungen September 2018. Titelfoto Steffen Marciniak. Verlag Frauenmuseum, Reihe Literatur Atelier, Bonn 2018, ISBN 978-3-946430-19-3.
- ... unterwegs. Anthologie und Dokumentation zu den Plesse-Lesungen September 2017. Titelfoto Steffen Marciniak. Verlag Frauenmuseum, Reihe Literatur Atelier, Bonn 2017, ISBN 978-3-946430-13-1.
- Josef Hruby: Die Netze. Lyrik. Übersetzt aus dem Tschechischen von I. Hesova, Corvinus Presse, Berlin 1999, ISBN 3-910172-69-5.
- Mitherausgabe und Redaktion der literarischen Zeitschrift Gazette, Köln 1991.
- Beispielsweise Köln. Ein Lesebuch, Lamuv Verlag, Bornheim 1980.
- Gerhard Uhlenbruck: Ins eigene Netz. Aphorismen, Stippak Verlag, Aachen 1977.

### Vertonung
- Friedemann Holst-Solbach (2012), Musik zu Panung: Andante von Joseph Haydn unterlegt und bearbeitet für Gitarre und Violoncello. In: Bild der Zeit/Künstlers Freud und Leid - Gedichte und Epigramme vertont für Chor, Einzelstimmen oder Lesungen mit Orchester oder Soloinstrumenten. ISMN 979-0-50075-016-1.
- Helmut Schmale (1999) Partitur zu dem Gedicht Ich höre munkeln, niemand.

## Auszeichnungen
- Literatur-Arbeitsstipendium des Kultusministers NRW (mehrmals).
- Ehrenmitgliedschaft in der Literarischen Gesellschaft Köln.
- 1974/75 Wohnstipendium Atelierhaus Worpswede, mitgetragen vom Minister für Wissenschaft und Kunst des Landes Niedersachsen.
- 1974/75 Förderstipendium, Sparte Literatur, der Stadt Köln.
- 1980 1. Preis, Sparte Lyrik, im lit. Wettbewerb „Köln am Dom“.
- 1986 gewählt zum Literarischen Paten des Literaturpreisträgers Bergkamen.
- 1986 Preis im Deutschlandpolitischen Literaturwettbewerb des Landes Niedersachsen (Ministers für Bundesangelegenheiten).
- 1991 Verdienstorden der Bundesrepublik Deutschland (6. März 1991).
- 1992 Aufenthaltsstipendium Schloss Wiepersdorf.
- 1991–1995 Werkverträge (Stipendien) mit dem Senat Berlin, mehrfach.
- 1997 1. Preis, Sparte Drama, beim Nordrhein-Westfälischen Autorentreffen.
- 2001 Mindener Stadtschreiber.
- 2002 UNESCO-Aufenthaltsstipendium im Baltic Centre for Writers, Visby, Schweden, und Reisestipendium der Stiftung Kulturfonds.
- 2010 Inge-Czernik-Preis für Lyrik.
- 2019 Kogge-Ehrenring, Minden.[3]